# Доња Барбара
Доња Барбара (шп. Doña Bárbara) колумбијско-америчка је теленовела, продукцијске куће Телемундо, снимана током 2008. и 2009.
У Србији се од 2013. приказује на локалним телевизијама. 2014. емитована је на каналу Пинк соуп.

## Синопсис
Барбара Гвајмаран је лепа, срећна и дивља девојка. Одрасла је крај обале реке, помажући свом оцу при раду са барком која је превозила робу и рударе преко реке до рударских предела.
Једног дана упознаје и заљубљује се у Асдрубала, младог и образованог човека који долази да служи њеног оца. То изазива љубомору код групе рудара који једне ноћи одлучују да убију свог капетана и Аструбала, а потом и брутално силују Барбару. Од тог дана, Барбарин живот се у потпуности мења.
Проналазе је Индијанци и спашавају од сигурне смрти. Након неког времена, уз њихову помоћ, Барбара почиње да изучава вештине магије и вештичарења. Годинама касније, Барбара се враћа у своје место где упознаје и заводи богатог земљопоседника Лоренза Баркера. Њега је, како кажу зли језици, омађијала и протерала у џунглу, те преузела сву његову имовину, укључујући и најпродуктивнију хацијенду у крају – „Баркерењу“, којој је променила назив у „Страх“. Од тада је сви зову Доња Бабара, и сматрају несавладивом, страшном и легендарном женом која жели да влада целом речном долином.
Сантос Лузардо је згодан и способан адвокат, пореклом је из речне долине. Враћа се својој родној земљи након више година одсуства како би продао своје имање, и могао отићи живети у Француској са својом будућом женом, лепом и неозбиљном Лусијаном Рекена. Оно што није очекивао је да је његово земљиште, једино што му је остало у наследству од његових родитеља, готово уништено и срушено захваљујући неверном надзорнику који је имањем управљао - Балбину Пајби, љубавнику популарне Доња Барбаре.
Барбара је у међувремену, из прикрада посматрала Сантосов долазак и, одушевљена његовим изгледом, забрањује својим следбеницима да га повреде, те доноси одлуку да са њим уради исто што је урадила пре више година са његовим рођаком – да га освоји. Лорензо сада живи у тешким околностима са младом Мариселом, Барбарином и његовом ћерком, која Сантосу запада за очи због своје неуобичајене и дивље појаве.
Сантос открива лоше намере Гиљерма Дангера према Марисели, странца северноамеричког порекла који је у речну долину дошао као обичан ловац, а завршио под заштитом Доња Барбаре. Како би одбранио Мариселу, Сантос је заједно са Лорензом доводи на Алтамиру, где своју дивљу рођаку почиње да изучава лепом понашању и образовању. Међутим, за то време Марисела се у њега заљубљује.
У међувремену, Сантос примећује да је фамозна Доња Барбара уз помоћ својих саучесника кришом померала границе имања у своју корист, те одлази да јој се супротстави. Барбара својим адутима покушава да га спречи при нападу, но Сантос се не предаје тако лако, и она бива заинтригирана чињеницом да је он први мушкарац који је успео да одоли њеној игри завођења.
Након неког времена, Барбара одлази на Алтамиру како би са Сантосом обавила пословне преговоре од обостраног интереса. Том приликом открива да њена давно напуштена ћерка, која је сада већ зрела и привлачна жена, живи са човеком за кога је заинтересована. То доводи до напада љубоморе између Барбаре и њене ћерке, приликом чега Барбара увиђа да Сантос за њу више није обичан хир, већ искрена и права љубав.

## Ликови
- Барбара Гвајмаран (Едит Гонзалез) - Годинама је Доња Барбара сејала страх међу мушкарцима и локалним становништвом и спроводила свој закон. Њена амбиција и жеља за осветом немају граница чак и када се ради о њеној властитој кћерки. Њена фатална лепота је оружје којим Барбара осваја мушкарце и господари својим крајем. Она је господарица Араукае, и нема животиње која може побећи из њеног власништва као ни човека који може да избегне њену окрутност. Све што не може да добије силом, она постиже црном магијом коју је научила након своје животне несреће. Сантос Лузардо је једини који ће успети да припитоми Барбару.
- Марисела Баркеро (Хенесис Родригез) - Марисела је дете Барбаре и Лоренза Баркера која мора да подноси терет Барбарине репутације. Одрасла је као дивља животиња у џунгли надајући се како ће једног дана упознати нови свет. Њен дивљи дух и племенита душа освојиће срце Сантоса Лузарда. Борећи се за љубав свог живота, Сантоса, Марисела ће постати мета мајчине мржње.
- Сантос Лузардо (Кристијан Мајер) - Сантос је оставио град и обећавајућу будућност правника како би задовољио правду своје дедовине. Када схвати како су корупција и зло које га окружују дело Барбаре, учиниће све да спречи њену злобу. Са интелигенцијом и културом Сантос представља цивилизацију која је потребна подручју које је покорила Барбара. Сантос такође има своју Ахилову пету - Мариселу, младу девојку чије племенито срце постаје његова најбоља животна лекција и будућност.
- Сесилија Вергел (Кати Барбери) - Са својом сестром Асунсион и нећаком Сантосом, Сесилија је напустила Аракују надајући се како ће се једног дана вратити. Тамо је оставила јединог човека којег је волела - Лоренса Баркера. Након сестрине смрти свој живот је посветила нећаку Сантосу којег је одгајила. Након две деценије враћа се на Алтамиру како би вратила своју љубав, Лоренса. Али када се врати схвати окрутну истину, Лоренсо није исти човек којег је она волела. Антонио Сандовал ће бити мушкарац који ће јој вратити веру у љубав.
- Лоренсо Баркеро (Роберто Матеос) - Лоренсо је имао свет под својим ногама све док у његов живот није ушла Барбара. Одличан студент са идејама све је изгубио због алкохола. Одрекао се своје душе и земље, а једина нада у животу му је рођак Сантос Лузардо.
- Антонио Сандовал (Арап Бетке) - Антонио је Мелесијев, односно надзорников син одгајан и рођен на Лузардовој земљи. Он постаје Сантосова десна рука, увек брани интересе свог шефа и у сталном је сукобу са Балбином Пајбом. Иако је млад и способан и може да има девојку коју пожели, Антонио се заљубљује у старију жену, Сантосову тетку.
- Балбино Пајба (Пауло Кеведо) - Балбино Пајба је слуга својих амбиција и доња Барбаре. Нема проблем да уједе руку која га храни јер га занима само новац. У Барбарину помоћ, Балбино постаје надзорник на Сантосовом ранчу.
- Асдрубал (Ђенкарлос Канела) - Захваљујући својој жељи за послом и иницијативи Асдрубал је постао део посаде Барбариног оца. Асдрубал је Барбарина једина чиста и искрена љубав све до дана док не сретне Сантоса Лузарда. Након што пробуди њену љубав, Асдрубал постаје и узрок Барбарине мржње према мушкарцима.

## Улоге
| Глумац:               | Улога:                     |
| --------------------- | -------------------------- |
| Едит Гонзалез         | Барбара Гвајмаран          |
| Кристијан Мајер       | Сантос Лузардо Вегел       |
| Хенесис Родригез      | Марисела Баркеро Гвајмаран |
| Кати Барбери          | Сесилија Вергел            |
| Арап Бетке            | Антонио Сандовал           |
| Пауло Кеведо          | Балбино Пајба              |
| Роберто Матеос        | Лоренсо Баркеро            |
| Луси Мартинез         | Еустакија                  |
| Лућо Веласко          | Мелкјадес                  |
| Андрес Огилвије Браун | Хуан Примито               |
| Раул Гутјерез         | Перналете                  |
| Иван Родригез         | Мелесио Сандовал           |
| Марта Исабел Болоњос  | Хосефа                     |
| Алберто Валдири       | Мухикита                   |
| Есмералда Пинзон      | Федерика Перналете         |
| Тиберио Круз          | Пахароте                   |
| Роберто Манрике       | Марија Нијевес             |
| Педро Рендон          | Кармелито                  |
| Гари Фореро           | Леон Мондрагон             |
| Данијела Тапија       | Гервасија                  |
| Мими Моралес          | Алтаграсија                |
| Алехандра Сандовал    | Хеновева                   |
| Ампаро Морено         | Касилда                    |
| Хуан Пабло Шак        | Гонзало                    |
| Паула Барето          | Лујисана Рекена            |
| Оскар Салазар         | Маурис Рекена              |
| Бибијана Коралес      | Мелезија                   |
| Адријана Силва        | Хосефина                   |
| Џими Бернал           | Вилијам Дангер             |
| Андрес Мартинез       | Тигре Мондрагон            |
| Габријел Гонзалез     | Аријас                     |
| Гиљермо Виља          | Пернија                    |
| Нарен Дарјанани       | Онза Мандрагон             |
| Хермес Камело         | Ел Ћепо                    |
| Марица Родригез       | Асунсион Вегел де Лузардо  |
| Марсело Сезан         | Флоренсио Рејес            |
| Ђенкарлос Канела      | Асдрубал                   |